# Titularbistum Peristasis
Peristasis (italienisch: Peristasi) ist ein Titularbistum der römisch-katholischen Kirche.
Es geht zurück auf ein früheres Bistum der gleichnamigen antiken Stadt in der römischen Provinz Thracia bzw. Europa im europäischen Teil der heutigen Türkei (Ostthrakien). Es gehörte der Kirchenprovinz Herakleia Sintike an.
| Titularbischöfe von Peristasis |                        |                                                             |                   |                  |
| Nr.                            | Name                   | Amt                                                         | von               | bis              |
| 1                              | Thomas Joseph Nicolson | Apostolischer Vikar von Schottland (Vereinigtes Königreich) | 7. September 1694 | 12. Oktober 1718 |